# Adamów (Łuków)
Adamów è un comune rurale polacco del distretto di Łuków, nel voivodato di Lublino.
Ricopre una superficie di 98,89 km² e nel 2006 contava 5 801 abitanti.